# E. Pluribus Wiggum
E. Pluribus Wiggum (v anglickém originále E Pluribus Wiggum) je 10. díl 19. řady (celkem 410.) amerického animovaného seriálu Simpsonovi. Scénář napsal Michael Price a díl režíroval Michael Polcino. V USA měl premiéru dne 6. ledna 2008 na stanici Fox Broadcasting Company a v Česku byl poprvé vysílán 5. dubna 2009 na stanici ČT2.

## Děj
Homer odchází z práce, a když je mu připomenuto, že má začít jeho dieta, jelikož je první den v měsíci, rozhodne se najíst se naposledy ve springfieldských fastfoodech. Poté, co se nacpe, vyhodí obaly a obsah svého auta do odpadkového koše ve tvaru hlavy Mela před Krusty Burgerem a odhodí také děravou baterii a zapálenou sirku. Kyselina z děravé baterie prožere díru v plynovém potrubí, zapálená sirka zapálí plyn a vyvolá požár, který brzy způsobí výbuch nedalekého plynového potrubí a zcela zničí zónu rychlého občerstvení. 
Rozzuření obyvatelé Springfieldu na schůzi radnice požadují, aby byla zóna okamžitě obnovena. Na financování rekonstrukce je navrženo zavedení dluhopisů. Protože další volby se konají až v červnu příštího roku, starosta Quimby je přesune na nadcházející úterý, čímž se springfieldské prezidentské primárky stanou prvními v zemi. Kandidáti a novináři se po této zprávě vydají do Springfieldu. 
Kandidáti se hrnou k Simpsonovým, kteří ještě nejsou rozhodnuti. Jejich dům je plný lidí a dvůr je obklopen reportéry; pozemek obklopují vrtulníky a zpravodajské vozy. Když nastane den hlasování, rozzlobený Homer a další občané uspořádají schůzi ve Vočkově hospodě. Homer navrhne, aby lidé volili toho nejabsurdnějšího kandidáta, kterého si vyberou poté, co náčelník Wiggum navrhne sám sebe. Téhož večera Kent Brockman oznámí nečekaný zvrat událostí – Springfield odmítl všechny hlavní kandidáty a volil osmiletého Ralpha Wigguma. Ten k velkému šoku Lízy Simpsonové vyhraje primárky. 
Ralph je okamžitě přijat jako hlavní kandidát a Homer a Bart se stanou jeho fanoušky. Líza je však nešťastná, protože ví, jak je Ralph pomalý. Z reportáže vyplývá, že Ralph vůbec netuší, o nominaci které strany usiluje. Demokratická i Republikánská strana soupeří o to, aby Ralpha získaly jako svého kandidáta. Představitelé obou stran vtrhnou do Ralphova domu a chtějí o něj bojovat. Líza konfrontuje Ralpha uprostřed mediálního šílenství a snaží se ho přesvědčit, aby nekandidoval. Ralph Líze řekne, že chce kandidovat, aby mohl nastolit mír mezi znepřátelenými stranami, a svou upřímnou dobrosrdečností si získá její podporu. Ukáže se, že je ohromným kandidátem, a jak republikáni, tak demokraté Ralpha podpoří v prezidentské volbě. Epizoda končí politickou reklamou na Ralpha, kterou sponzorují obě strany.

## Kulturní odkazy
Název je odkazem na latinskou frázi E pluribus unum („Z mnohých jediné“), která se objevuje na mincích a měně Spojených států. Cheesy McMayor je parodií na starostu McDonalda McCheese. Bývalý prezident Bill Clinton je viděn, jak vylepuje předvolební cedule pro svou manželku, senátorku Hillary Clintonovou. Později v reklamě na Ralpha Bill oznamuje svou podporu a dodává: „Ale neříkejte to víte komu.“. Arianna Huffingtonová a George Will jsou parodováni jako hosté fiktivní talk show HeadButt. Později se postava Huffingtonové setkává s Demokratickou stranou ve Springfieldu a prozradí, že homosexuál Julio je její bývalý manžel – jde o rýpnutí do Mikea Huffingtona, který po rozvodu s Ariannou odhalil, že je gay.

## Přijetí
Podle odhadů díl sledovalo cca 8,2 milionu lidí. Richard Keller z TV Squad řekl, že se jednalo o díl s mnoha vtipy a gagy, přičemž nejraději měl hostující hvězdy a mnoho odkazů. Jediné, s čím nesouhlasil, byl náhlý konec.
Robert Canning z IGN uvedl, že epizoda měla všechny ingredience, které z ní zřejmě dělají klasický díl. Líbilo se mu téma Homera a zóny rychlého občerstvení, politické zesměšňování a soustředění na Ralpha a stejně jako Kellerovi se mu zdálo, že se seriál Ralphovi až do konce vyhýbal. Dílu udělil hodnocení 6/10.
Dan Snierson z Entertainment Weekly pět dní po odvysílání dílu prozradil, že epizoda získala od tohoto webu pozitivní hodnocení a Ralph Wiggum měl jejich hlas.

### Kontroverze
Epizoda vyvolala před svým odvysíláním v Argentině kontroverzi kvůli výměně názorů mezi Lennym a Carlem. Carl říká: „Opravdu bych si přál nějakého vojenského diktátora, jako byl Juan Perón. Když tě nechal zmizet, tak jsi zůstal zmizelý.“. Carlova poznámka je narážkou na špinavou válku v Argentině, období vojenské diktatury v letech 1976–1983, během níž zmizelo až 30 000 Argentinců a za jejíž počátek je do značné míry považováno období poslední Perónovy vlády, kdy vzniklo komando smrti Triple A, jež zabilo mnoho levicových disidentů. K těmto zmizením však docházelo systematicky i během vojenské diktatury, která začala téměř dva roky po Perónově smrti. Klip byl v Argentině na YouTube zhlédnut více než desettisíckrát a někteří politici v zemi volali po cenzuře nebo zákazu této epizody.
Lorenzo Pepe, bývalý argentinský kongresman a prezident Institutu Juana Dominga Peróna, uvedl, že „tento typ pořadu způsobuje velké škody, protože zmizení jsou zde stále otevřenou ránou“. Pepeho žádost o zákaz epizody byla argentinským Federálním výborem pro vysílání zamítnuta z důvodu svobody slova.
Bezprecedentním rozhodnutím se společnost Fox rozhodla epizodu v Hispánské Americe nevysílat. V e-mailu zaslaném později médiím televize uvedla, že toto rozhodnutí bylo založeno na „možnosti, že by díl přispěl ke znovuotevření ran, které jsou pro Argentinu velmi bolestivé“. Federální výbor pro vysílání dal jasně najevo, že epizoda nebyla v Argentině odvysílána z vlastního rozhodnutí společnosti Fox.